# Nava „Independența”
Nava „Independența” a fost cel mai mare supertanc petrolier românesc. El a fost construit în 1977 la Șantierul naval Constanța.
Cu o capacitate de încărcare de 150.000 tdw, Independența a fost primul petrolier din această serie și clasă și era cea mai mare navă construită vreodată în România, fiind considerată nava amiral a flotei comerciale românești, un Titanic al flotei românesti.
Ceremonialul de botez al navei a avut loc pe data de 27 mai 1977, în prezența lui Nicolae și Elena Ceaușescu. Evenimentul a fost marcat de la început de un eșec, pentru că sticla de șampanie lansată de Elena Ceaușescu nu s-a spart, ci doar a lovit bordajul navei.
Incidentul a fost considerat un semn rău și chiar un blestem.
În dimineața zilei de 15 noiembrie 1979, în timp ce revenea din al 19-lea voiaj, Independența se afla în Marea Marmara pentru a tranzita Bosforul spre Marea Neagră. La ora 04:35 (ora locală), petrolierul românesc a fost lovit în dreptul tancurilor 3-4 babord, de nava grecească  Evriali. Abordajul a provocat spargerea tancurilor de marfă ale petrolierului și deversarea unei mari cantități de țiței în mare.
Din cauza scânteilor produse, s-au declanșat puternice explozii, care au facut ca nava să ia foc și să eșueze arzând. Din echipajul de 45 de marinari, au murit 42, dintre care 11 au fost dați dispăruți. Numai trei marinari au reușit să se salveze.
Incendiul a durat 29 de zile, fiind stins în dimineața zilei de 14 decembrie 1979. 
Vinovat de producerea accidentului a fost comandantul grec al cargoului Evriali, Alekos Adamopulos, care a fost condamnat la 20 de luni de închisoare. Perioada de detenție rămasă de executat a fost transformată în cauțiune de numai 850 dolari.
Din cauza stării grave în care se afla, petrolierul  Independența nu a mai putut fi recuperat pentru reparații.